# 普索沃湖
56°08′37″N 30°34′58″E / 56.14361°N 30.58278°E
普索沃湖（俄语：Псово），是俄羅斯的湖泊，位於該國西北部，由普斯科夫州負責管轄，處於大盧基區，面積6.8平方公里，集水區面積65.3平方公里，平均水深5米，最大水深7.6米。